# Noisettine du Médoc
Pour les articles homonymes, voir Médoc (homonymie).
La noisettine du Médoc est une confiserie élaborée à Blaignan à partir d'une recette qui date de 1649. 

## Préparation

Ces noisettes sont préparées pour être enrobées d'une caramel blond. Présentées en ballotin, elles peuvent accompagner une dégustation de café ou un apéritif au champagne.
La noisettine est cuisinée naturellement et ne contient aucun additif.
La fabrication se fait par fournée de deux à trois kilogrammes toutes les 30 à 40 minutes.

## Logos et Slogans
- Tu croc… tu crac… !

## Emballages
Les noisettines sont triées manuellement à la fin de chaque cuisson puis emballées minutieusement à la main dans des pochons kraft ou ballotins allant de 100 g à 1 kg.